# Pachore
Pachore là một thị xã và là một nagar panchayat của quận Rajgarh thuộc bang Madhya Pradesh, Ấn Độ.

## Nhân khẩu
Theo điều tra dân số năm 2001 của Ấn Độ, Pachore có dân số 20.940 người. Phái nam chiếm 53% tổng số dân và phái nữ chiếm 47%. Pachore có tỷ lệ 59% biết đọc biết viết, thấp hơn tỷ lệ trung bình toàn quốc là 59,5%: tỷ lệ cho phái nam là 68%, và tỷ lệ cho phái nữ là 48%. Tại Pachore, 17% dân số nhỏ hơn 6 tuổi.